# Vasîlivka (Vîhoda), Odesa
Vasîlivka (în ucraineană Василівка) este un sat în raionul Odesa, regiunea Odesa, Ucraina, formată numai din satul de reședință.

## Demografie
Componența lingvistică a comunei Vasîlivka
     Ucraineană (86,8%)
     Rusă (8,8%)
     Română (2,32%)
     Alte limbi (0,29%)
Conform recensământului din 2001, majoritatea populației comunei Vasîlivka era vorbitoare de ucraineană (86,8%), existând în minoritate și vorbitori de rusă (8,8%), română (2,32%) și armeană (1,16%).